# Kalînivka, Bereznehuvate
Kalînivka (în ucraineană Калинівка) este un sat în comuna Murahivka din raionul Bereznehuvate, regiunea Mîkolaiiv, Ucraina.

## Demografie
Componența lingvistică a localității Kalînivka
     Ucraineană (95,24%)
     Rusă (4,76%)
Conform recensământului din 2001, majoritatea populației localității Kalînivka era vorbitoare de ucraineană (95,24%), existând în minoritate și vorbitori de rusă (4,76%).